# Балмуча
Балму̀ча (на италиански: Balmuccia; на пиемонтски: Balmucia) е село и община в Северна Италия, провинция Верчели, регион Пиемонт. Разположено е на 560 m надморска височина. Населението на общината е 107 души (към 2013 г.).